# Борислав Пекич
Борислав В. Пекич (Подгориця, 4 лютого 1930 — Лондон, 2 липня 1992) — чорногорський письменник, прозаїк, драматург, сценарист, науковець і один із тринадцяти інтелектуалів, які відновили роботу Демократичної партії.
Пекич — один із найважливіших сербськомовних письменників ХХ століття. Він отримав премію НІН за роман «Паломництво Арсенія Негована» 1970 року та ряд інших нагород: Театральну премію імені Стерія (1972); премію Асоціації видавців (1977); Премію Радіо-Загреб, (1982); Щорічну премія Асоціації письменників Сербії за зібрання творів (1985); премію Нєгоша, (1987); Нагорода Фонду Якова Ігнатовича, 1991. Орден «За заслуги перед народом» зі срібною зіркою за внесок у культурну творчість.
Після еміграції Пекіча до Лондона в 1971 році югославська влада вважала його персоною нон ґрата і кілька років перешкоджала публікації його творів у Югославії. Найвідоміші його твори: «Золоте руно», «Лютість», «Захист і останні дні», «Як убити вампіра», «Атлантида» та «Час чудес». З 12 грудня 1985р був членом-кореспондентом Сербської академії наук і мистецтв.

## Життя і творчість

### Молодь і романи
Його батько Воїслав Д. Пекич був високопоставленим державним службовцем у Королівстві Югославії, тому від народження Борислава до 1941 року вони жили в Старому та Новому Бечеї, Мрконіч-Граді, Книні та Цетині. На початку Другої світової війни італійська окупаційна влада вигнала їх із Цетіні до Сербії. Його родина оселилася в Баваніште (південний Банат), а в 1945 році вони переїхали до Белграда. Після переїзду до Белграда в 1945 році він продовжив навчання в Третій чоловічій гімназії, яку закінчив у 1948 році. Незабаром його заарештували:
|  | Я був членом незаконної шкільної організації учнів під назвою Альянс демократичної молоді Югославії. Мене було заарештовано 7 листопада 1948 року в 1949 році. Засуджений згідно із законом про кримінальні злочини проти людей та держави, в першому випадку суду на 10 років та у Верховному суді (Народна Республіка Сербія 26 червня 1949 р.) збільшився до 15 років ув'язнення з примусовою роботою та ряд років втрати громадянських прав після винесення вироку. Мене помилували 29 листопада 1953 року. |

Як член Альянсу демократичної молоді Югославії він був засуджений до п'ятнадцяти років позбавлення волі з примусовими роботами. Відбував покарання в КПД Сремська Мітровица та КПД Ніш. Його помилували у 1953 році через п'ять років після вироку. Під час його ув'язнення у нього виникло багато ідей, які він пізніше розвинув у своїх головних романах.
Вивчав експериментальну психологію на факультеті філософії в Белграді (1954—1958).

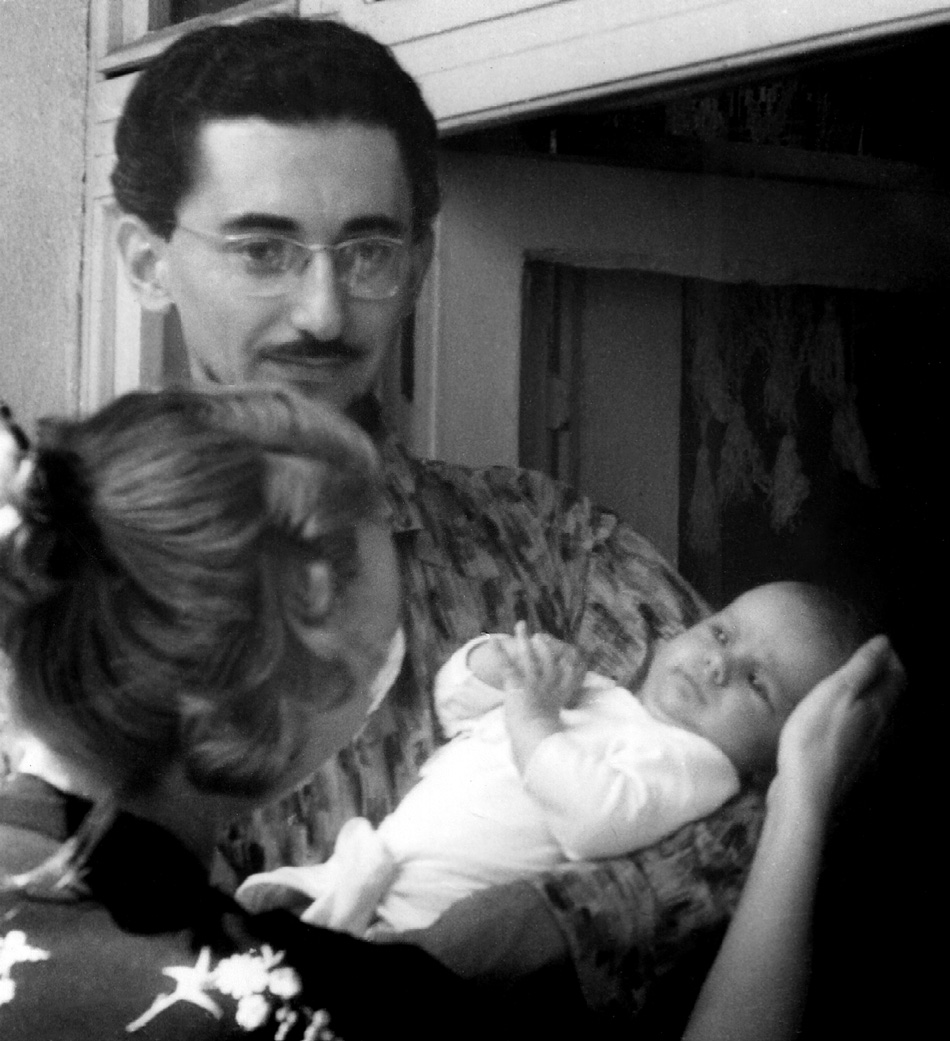
Борислав і Ліляна Пекичі з донькою в 1959 році. років

У 1958 році він одружився з інженеркою архітектури Ліляною Глішич, двоюрідною сестрою доктора Мілана Стоядіновича, який був прем'єр-міністром Югославії (1935—1939) і міністром фінансів. Через рік у них народилася дочка Александра. 1959 рік також є роком, коли Пекич написав свій перший із понад двадцяти оригінальних кіносценаріїв для великих кінокомпаній Югославії, серед яких «День чотирнадцятий», який представляв Югославію на Каннському кінофестивалі в 1961 році. років.
Протягом багатьох років Пекич працював над кількома романами, і коли перший із них, Час чудес (1965), був надрукований, він привернув увагу великої кількості читацтва, а також літературних критиків. 1976 року цей роман опубліковано англійською мовою Харкортом Брейсом Йовановичем у Нью-Йорку під назвою Time of Miracles. У 1986 році його було перекладено французькою, у 1986 році — польською, у 1987 році — румунською, у 2004 році — італійською та у 2007 році — грецькою. Перший роман Пекича чітко вказав на дві важливі характеристики його творчості — різкий антидогматизм і постійний скептицизм щодо можливого «прогресу» людства, якого було досягнуто протягом історії.
Коли Пекич підготував антологію дитячої поезії, до якої увійшли твори з усієї території Югославії, Григор Вітез критикував його за те, що, незважаючи на те, що сербська дитяча література багатша за хорватську, він включив невелику кількість авторів із СР Хорватії.
У період між 1968 і 1969 роками Пекич був одним із редакторів «Літературної газети». Другий його роман — «Паломництво Арсенія Негована» (1970), у якому він, серед іншого, змалював студентський протест 1968 року в Югославії. Хоча він ідеологічно дистанціювався від цього опозиційного руху, новий політичний клімат ще більше ускладнив його стосунки з владою, так що він був без паспорта цілий рік. Проте роман отримав премію НІН як найкращий югославський роман того року. Англійський переклад під назвою Houses of Belgrade вийшов у 1978 році. у видавництві Harcourt Brace Jovanovic у Нью-Йорку, а пізніше твір було перекладено польською, чеською та румунською мовами.

### Виїзд і подальша робота
міні|284x284пкс| Борислав Пекич як в'язень, плакат до виставки
Після еміграції Пекича до Лондона в 1971 році югославська влада вважала його персоною нон ґрата і кілька років перешкоджала публікації його творів у Югославії. Нарешті, у 1975 році з'явилася книга «Успіння і смерть Ікара Губелкяна», яку згодом у 1980 році було перекладено польською, у 1982 році — угорською, у 1985 році — чеською та у 1992 році — французькою мовами.
У 1977 році він відправив рукопис есе «Як задобрити вампіра» на літературний конкурс Об'єднаних видавців Югославії, які визнали його найкращим надісланим твором, і книга була надрукована. Пізніше у 1980 році її було перекладено чеською, у 1985 році — польською, у 1992 році — італійською мовами, а англійський переклад з'явився у 2005 році. Частково заснований на власному досвіді Пекича у в'язниці та під слідством, роман показує методи, логіку та психологію сучасного тоталітарного режиму.
«Захист і останні дні» (1977), фантасмагорична сага, була перекладена польською та угорською мовами у 1982 році, чеською у 1983 році, французькою у 1989 році та шведською у 2003 році. Ці три романи в основному стосуються різних видів і на різних рівнях колабораціонізму в Югославії під час Другої світової війни.
Після більш ніж двох десятиліть підготовки та вивчення 1978 року перед читачами з'явився перший том семитомної фантасмагорії Пекича «Золоте руно» . Потім протягом 1978—1986 років з'явилися інші шість томів. З цим твором Пекич став одним із найважливіших сербських письменників. За цю сагу в 1987 році Пекич отримав премію Негоша, що відзначило його як одного з найкращих сучасних прозаїків Югославії. На думку журі Телебачення Сербії, цей роман увійшов до добірки десяти кращих романів, написаних сербською мовою в період з 1982 по 1992 рік. Зарубіжні критики порівнюють «Золоте руно» з «Уліссом» Джеймса Джойса, за структурою наративу класичного міфу, з «Будденброками» Томаса Манна через довгу сімейну історію та еволюцію довоєнного суспільства, як а також до «Контрапункту життя» Олдоса Гакслі через внутрішню напругу, яка проходить через лабіринт суперечливих точок зору. Проте «Золоте руно» відзначали як унікальне явище в літературі. Однією з очевидних особливостей є величезний обсяг і тематична складність. «Золоте руно» описує мандри поколінь Йогонів і через них досліджує історію Балкан. Перший, другий і третій томи були опубліковані французькою мовою в 2002, 2003 і 2004 роках.
У вісімдесятих Пекич написав щось абсолютно нове. Він зібрав матеріал для написання книги про втрачений острів Атлантиду з наміром дати нове пояснення коріння, розвитку та падіння нашої цивілізації. На додаток до класичних джерел, які надихнули його антропологічний інтерес, Пекич вирішив окреслити своє нове бачення майбутнього і таким чином уникнути обмежень «історичної моделі», з якою йому, безсумнівно, довелося стикатися в старих міфах. У результаті вийшло три книги: жанровий роман «Сказ» (1983), антропологічний роман «1999» (1984) і епопея «Атлантида» (1988). Ці книжки мали велику кількість видань у Сербії, а «Сказ» став бестселером. У 1988 році «Сказ» було перекладено іспанською, в 1994 році — угорською мовами, а «Атлантиду» в 1989 році — чеською мовою. За «Атлантиду» в 1988 році Пекич отримав «Премію Горанова». Цей роман було опубліковано в 1983 році. Це була читана книга вітчизняного автора того року та отримала нагороду Белградських переможців.
Вибрані твори Пекіча у 12 томах були надруковані наприкінці 1984 року і за них він отримав нагороду Асоціації письменників Сербії .
Між 1987 і 1990 роками вийшли у трьох томах «Роки, з'їдені сараною». Два уривки з першої книги були перекладені англійською мовою та опубліковані в літературних журналах Великої Британії. Це автобіографічно-мемуарна проза Пекича з оцінкою та поясненням повоєнних днів, життя та переслідувань буржуазії за комуністичного режиму. Ці книжки є не лише автобіографічними у класичному розумінні цього слова, оскільки Пекич також розглядає загальну ситуацію в Югославії після Другої світової війни, а також в інших країнах та їхніх пенітенціарних системах. В'язничне життя він малює як унікальну цивілізацію, а цивілізацію «свободи» — як особливий тип в'язниці. Цю трилогію було обрано як найкращу мемуарну прозу, і за неї у 1989 році Пекич отримав премію Мілоша Црнянського.
У 1989 році були надруковані готичні історії «Новий Єрусалим», за які як за літературні та культурні досягнення у 1990 році Пекіч отримав Травневу нагороду «Рукостиск» в Чорногорії . Два оповідання з цієї збірки опубліковано французькою, англійською та українською мовами в різних антологіях. Повість «Людина, яка їла смерть» з цієї книги була спеціально перекладена у Франції в 2005 році окремим виданням. 21 вересня 2005 року в ефір вийшла французька культурна радіостанція. цей твір Пекича був представлений як книга дня, тобто як найкраща книга іноземного письменника того року.

## Кіно, театр і радіо

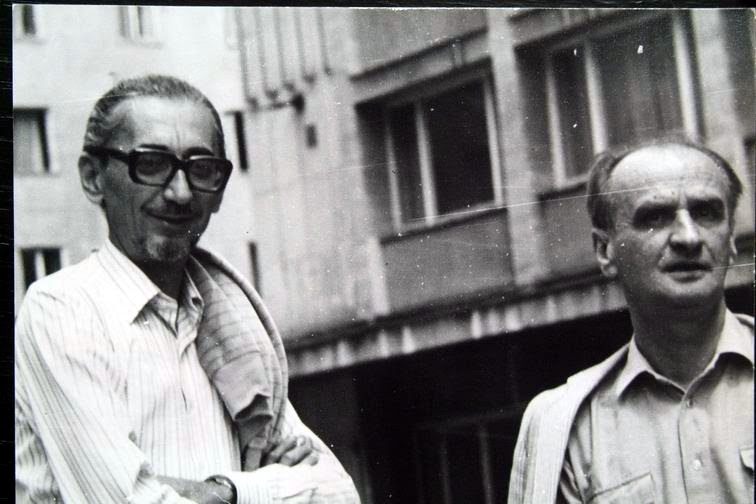
Борислав Пекіч з Міхізою в 1982 році

У 1970-х роках Пекич відзначився як один із найкращих сучасних драматургів Сербії. Він регулярно писав радіодрами для Westdeutscher Rundfunk у Кельні, а також для Süddeutscher Rundfunk у Штутгарті. З 27 п'єс, які були поставлені та/або надруковані в Сербії, 17 мали прем'єри в Німеччині. Багато з них були трансформовані в театральні та/або телевізійні драми та отримали численні нагороди. Шістнадцять із них були надруковані в його «Вибраних творах» у 1984 році. Його п'єсу «Генералі, або Споріднення по зброї» (1969) можна знайти в кожній антології сучасної сербської драматургії. У 1972 році вона отримала Театральну премію Стерія за комедію року, а також премію Кнегіня Міліца Крушевацького театру в 1991 році. Театральні п'єси Пекіча були дуже популярними та високо оціненими, найвідоміші з них — Цинцари або Листування (1979), яка заснований на четвертому томі «Золотого руна» і протягом 23 років програвалася 280 разів в Ательє 212 у Белграді. Пекич отримав першу премію Радіо Загреб за драму 186. Степеник (1982), а також першу премію на фестивалях в Охріді та Варні за «Як розважити пана Мартіна» (1990).
За свою кар'єру Пекич працював над багатьма фільмами, написав понад двадцять оригінальних сценаріїв і екранізував деякі зі своїх романів. Фільм «Час чудес» був обраний представляти Югославію на Каннському кінофестивалі в 1991 році, де Горан Паскалевич отримав нагороду за режисуру, а згодом фільм брав участь у фестивалях у Глазго, Москві, Монреалі та Врнячка-Баня. Премія критиків була вручена в Сан-Себастьяні в 1990 році. «Диявольський рай» (1989) («Те літо білих троянд»), заснований на сазі-фантасмагорії «Захист і останні дні», отримав нагороду на кінофестивалі в Токіо в 1989 році. Того ж року твір був обраний представляти Югославію на фестивалях у Монпельє (Франція), Пулі (Хорватія), Сан-Себастьяні (Іспанія), Лос-Анджелесі та Сан-Франциско (США).
Як позаштатний коментатор югославського відділу Всесвітньої секції BBC у Лондоні (1986—1991), Пекич щотижня читав свої «Листи з Лондона»; ці листи пізніше були надруковані в Югославії як «Листи з-за кордону», «Нові листи з-за кордону» та «Останні листи з-за кордону» (1987—1991). Кожна книжка містила п'ятдесят листів із дотепними та новаторськими спостереженнями про Англію та англійців. Листи транслювалися югославським і сербським слухачам, для яких Пекич особливо любив робити численні жартівливі порівняння між англійською мовою та нашим урядом, державою, звичаями та людьми. За ці книги в 1991 році він отримав премію Яші Ігнатовича в Угорщині. В тій же програмі ВВСПекич також мав серію про історію Великої Британії, яка була опублікована посмертно під назвою Сентиментальна історія Британської імперії (1992). За цю роботу він отримав Почесну нагороду БИГЗ, видавця книги. Твір друкувався кілька разів і мав великий успіх.
Його твори перекладено англійською, німецькою, французькою, італійською, іспанською, голландською, польською, чеською, словацькою, угорською, румунською, ретороманської, македонською, словенською, албанською, грецькою, шведською та українською мовами.

## Кінець життя і смерть

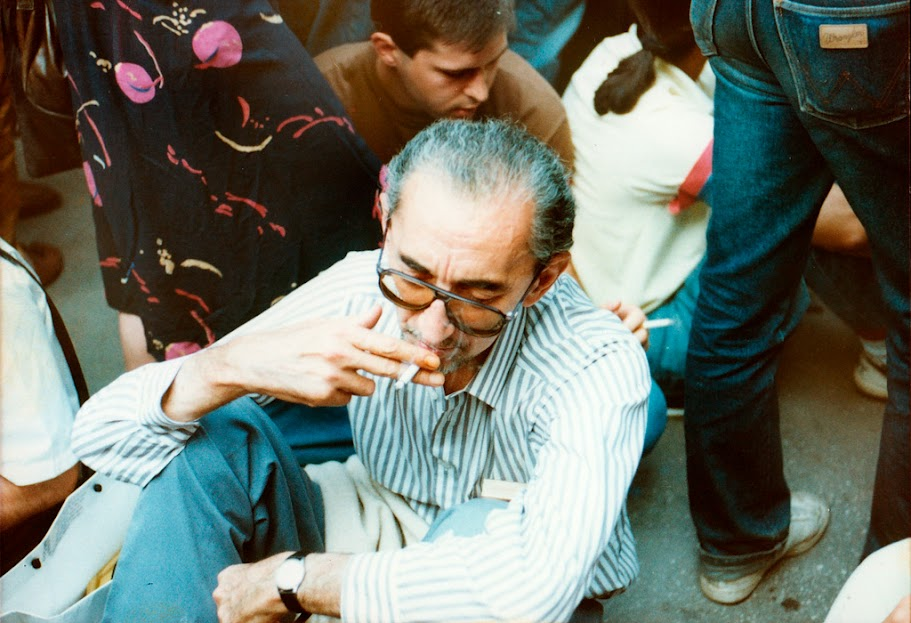
Борислав Пекич на перших масових демонстраціях проти режиму Слободана Мілошевича, 9 березня 1991 року.

У 1989 році разом із дванадцятьма іншими інтелектуалами він відновив роботу Демократичної партії, щоб наступного, 1990 року, став членом Головної Управи, а також одним із редакторів відновленої опозиційної газети «Демократія». У 1991 році він був кандидатом від Демократичної партії в депутати Народних зборів Сербії в белградській муніципалітеті Раковіца, коли переміг його суперник Воїслав Шешель.
З 1990 по 1992 рік Пекич був віце-президентом Сербського ПЕН-центру і членом Англійського ПЕН-центру. З 1985 року він був членом-кореспондентом Сербської академії наук і мистецтв, а в 1992 році також членом Коронної ради принца Александра Карагеоргієвича.
Активний і як автор, і як громадський діяч до останнього дня, 2 липня 1992 року Пекич помер від раку легенів у своєму будинку в Лондоні у віці 63 років. Його кремували в Лондоні, а його урна знаходиться на Алеї заслужених громадян на Новому кладовищі в Белграді разом з іншими поважними діячами з громадських, політичних і культурних лав громадян. У 1992 році наслідний принц Александр посмертно нагородив його Королівським орденом Двоголового Білого Орла першого ступеня, як найвищою нагородою, яку нагороджує претендент Сербії на посаду монарха.

### Посмертні видання
Значна частина творів Пекича була опублікована посмертно. Час слів, 1993; Канікули з історії, 1993; Будівельники, 1994; Народження Атлантиди, 1996; Знято зі стрічки, 1996; У пошуках золотого руна в трьох томах, 1997; Вибрані листи з-за кордону, 2000; Політичні зошити, 2001; Філософські зошити, 2001; Листування як життя I і II, 2002—2003; Зібрані листи з-за кордону, 2004, Роботи і привиди (збірка неопублікованих п'єс), 2006; Вибрані п'єси, 2007; Вибрані нариси, 2007; Мораль і демократія (збірка інтерв'ю та есе), 2008; Маргіналії і мораль (збірка думок з опублікованих і неопублікованих творів), 2008.
Борислав Пекич залишив величезний корпус літературних рукописів, що складається зі складних коментарів щодо походження та розвитку тем у «Золотому руні», «Атлантиді», 1999, з філософської, антропологічної та історичної точок зору. Наявність автобіографічного змісту можна побачити в деяких його творах у вигляді спогадів про роки, проведені в політичному полоні, а також у книгах нарисів про життя у Великій Британії. Його одержимість темами особистої свободи проходить через його твори та щоденники як відповідь на придушення та гноблення комуністичного режиму в колишній Югославії. Його дружина та донька 2012 р.н. опублікував працю «Сліди на піску», яка містить промови та лекції, прочитані Пекичем по всьому світу.

### Ювілеї, виставки, наукові зібрання на честь Пекіча

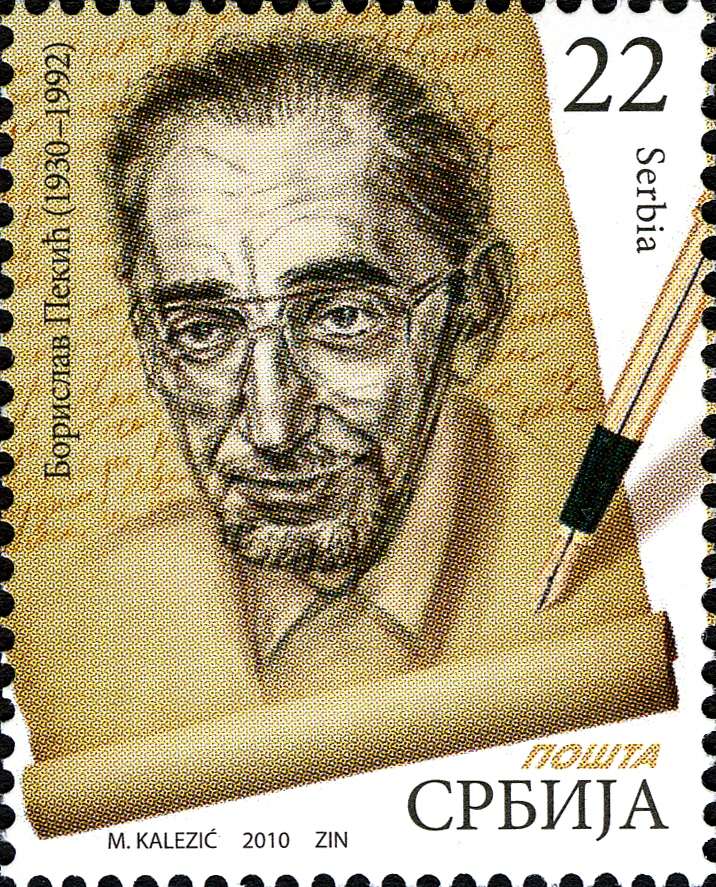
Поштова марка із зображенням Борислава Пекича, частина серії марок під назвою «Великі сербської літератури», випущена Srbijamarka, PTT Сербія, 2010 року

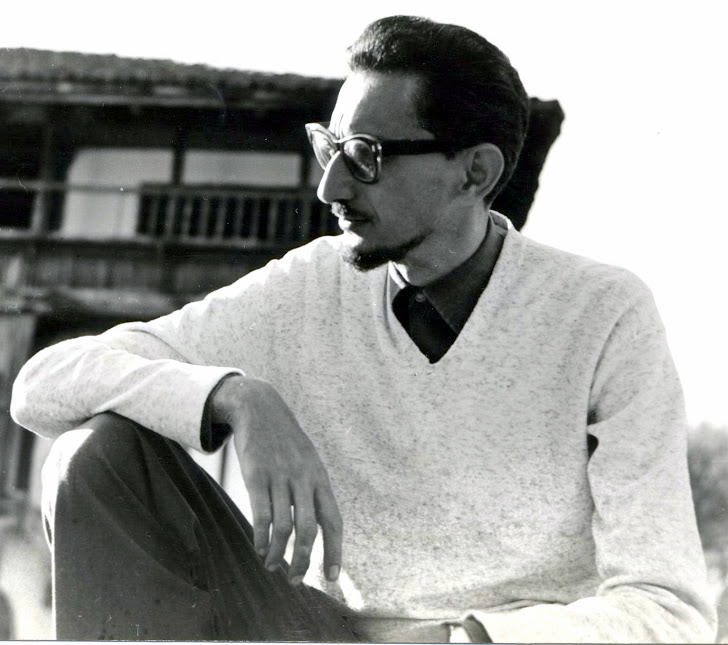
Пекича в Ястребаці в 1963 році — через сім років він отримав нагороду НІН

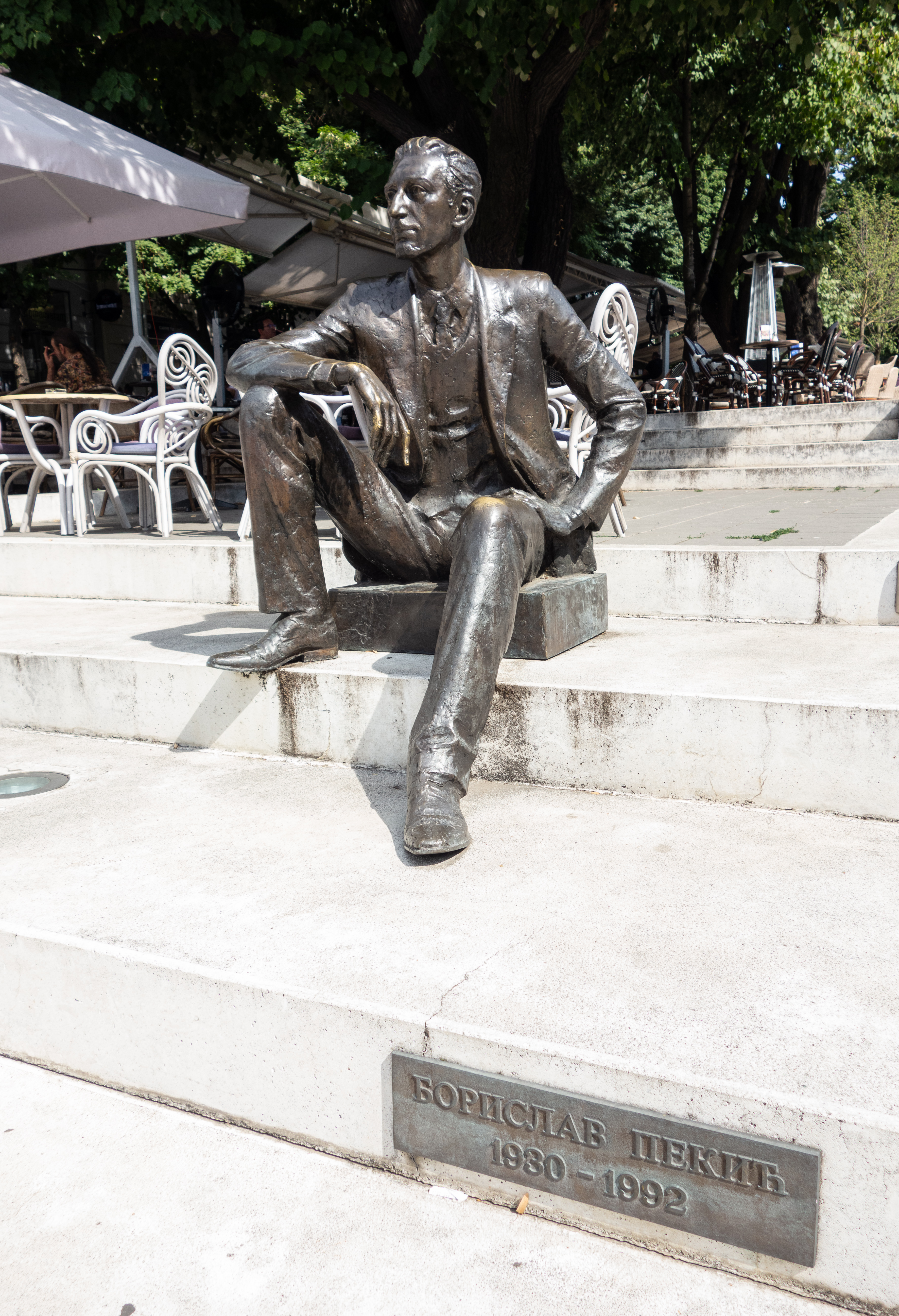
Пам'ятник Пекичу на Квітковій площі в Белграді

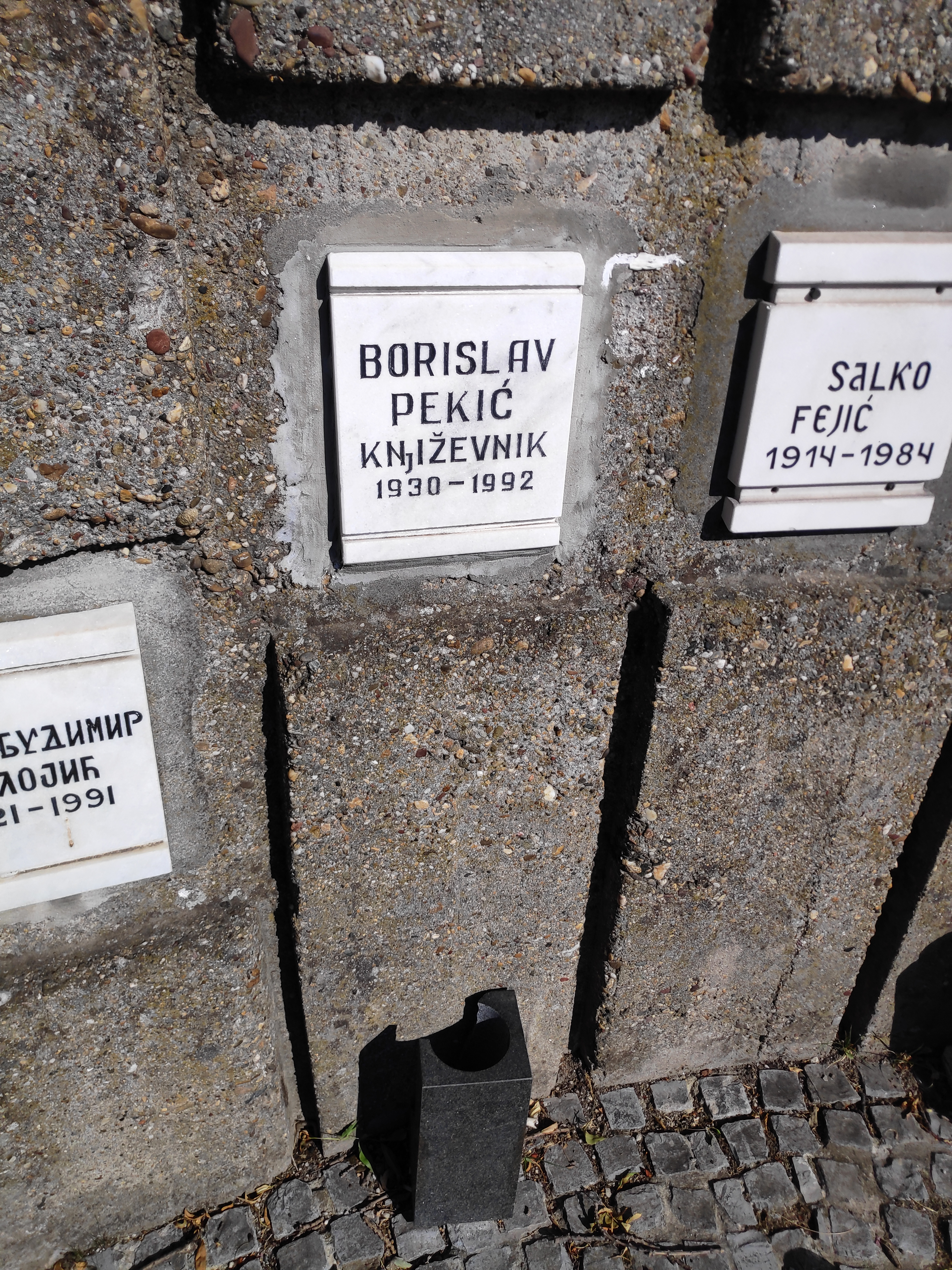
Урна Борислава Пекича на Новому кладовищі

Навіть після його смерті Борислав Пекич та його творчість користуються належним визнанням і повагою. 1 і 2 липня 2000 р. Сербська академія наук і мистецтв у Белграді провела наукове зібрання з нагоди 70-річчя від дня народження Борислава Пекича. Звіти з цієї зустрічі були надруковані в Меморіалі Борислава Пекіча у 2003 році.
Національна бібліотека Сербії у вересні 2000 р. організував виставку під назвою «Борислав Пекич або час слів» спільно з Фондом Борислава Пекича та Народною бібліотекою Кралєво.
17 квітня 2007 року в міській бібліотеці Белграда з нагоди 80-річчя від дня народження було відкрито вражаючу виставку про життя і творчість великого письменника. Ця ж виставка під егідою Міністерства культури уряду Республіки Сербія подорожувала як Сербією (Ягодина, Нові Сад, Златибор, Ніш та ін.), так і багатьма містами Європи та Канади. Була гостем у Будапешті, потім у Сараєво у липні 2007 року, у Парижі 25 березня 2010 року, у Загребі 16 листопада 2010 року та в Пулі у 2011 році. 19 квітня 2010 року муніципалітет міста Врачар і бібліотека міста Белград представили цю виставку в дещо іншій формі.
Збірка «Поетика Борислава Пекича: переплетіння жанрів» створена за результатами однойменної наукової зустрічі, яка відбулася в Белграді 19 і 20 листопада 2008 року. років. Міжнародну наукову зустріч, присвячену поетиці та жанровим аспектам творчості Пекіча, було підготовлено в рамках проєкту «Сучасні літературні теорії та їхнє застосування: нові дискурсивні практики літературно-теоретичних студій», який реалізується в Інституті літератури та мистецтва — Белград.
До організаційного комітету увійшли: Весна Матович, доктор філософії, директор Інституту, Ліляна Пекич, дружина Борислава Пекича, Мілан Радулович, доктор філософії, керівник проекту в Інституті, Гойко Тешич, доктор філософії, Петар Піянович, доктор філософії, менеджер зустрічі, Александар Єрков, та магістр Ігор Перішич.
Засідання було відкрито 19 листопада 2008 року. В урочистій залі міської асамблеї з відповідними промовами доктора Весни Матович, Небойша Брадич, міністр культури в уряді Республіки Сербія, і доктора Петара Піяновича.
Наукове зібрання об'єднало дослідників та інтерпретаторів творчості Пекіча з Сербії та з-за кордону (Німеччини, Росії, Франції, Англії, Польщі, України, Італії, Боснії та Герцеговини, Чорногорії, Хорватії, Македонії).
Листопад 2010 року Пекич був включений до серії «Велетні сербської літератури» марок Srbijamarka ПТТ Србије, розроблених Мариною Калезич. Колекція стала філателістичним раритетом.
Крім того, у 2002 році на Бежанській косі в Белграді була побудована початкова школа, яку назвали на честь Борислава Пекича. На Врачарі у Белграді іменем Борислава Пекича назвали вулицю, а в 2012 р. на честь нього була названа філія бібліотеки міста Белград на вулиці Светозара Марковича.
У 2006 році його дружина Ліляна Пекич, яка була редакторкою його посмертних творів, почала редагувати блог Борислава Пекича, де можна знайти як опубліковані, так і неопубліковані твори цього письменника. У 2012 році його онука Марі-Луїза відкрила сторінку у Facebook з вибраними цитатами Пекича. Його дружина Ліляна Пекич і дочка Александра Пекич опікувалися виданням рукописів Пекіча, як опублікованих, так і тих, що зі спадщини.
Борислав Пекич був реабілітований рішенням районного суду в Белграді від 17 грудня 2007 року. років.
2 березня 2016 року на Квітковій площі в Белграді. виявлено пам'ятник Бориславу Пекічу.

### Фонд «Борислав Пекич».
Після смерті Пекича, у липні 1993 року, у Белграді було засновано фонд «Борислав Пекич», засновниками якого стали Сербський ПЕН-центр, Сербська академія наук і мистецтв, Міністерство культури Республіки Сербія, Бранко Драгаш, Асоціації письменників Сербії та Ліляни Пекич, яка є директоркою Фонду. Метою Фонду є популяризація та публікація творів Пекича, піклування про спадщину письменника, а також проєкти «Борислав Пекич нашим дітям» і щорічне вручення премії «Борислав Пекич» за нову літературу працює. З 1995 року засновано літературну премію «Борислав Пекич», яка присуджується учням старших класів.
Фонд регулярно видає Літопис Борислава Пекича. Письменники, які отримали нагороду фонду «Борислав Пекич» за нові твори, з часом стали визнаними творцями сучасної сербської літератури. Серед них Светислав Басара, Драган Великик, Горан Петрович, Владислав Баяц, Мілета Проданович, Ігор Мароєвич, Сретен Угрічич, Гойко Божович, Ясміна Лукич, Саша Єленкович, Александар Марчічев та багато інших. Це унікальна літературна стипендія в Сербії для нових творів. Нагорода та стипендія присуджуються щороку 2. липня, в день смерті Пекіча. В Анналах Борислава Пекича щороку публікуються рецензії та дослідження щодо різних аспектів творчості Пекича, а також уривки з романів відомих письменників і вичерпна бібліографія Пекича, яка оновлюється щороку.

## Ставлення
Протягом свого життя у вигнанні у Сполученому Королівстві Пекич так і не прийняв британське громадянство. Він вважав себе сербом і сербським письменником і хотів залишатися таким до кінця свого життя, що підтримували його дружина і дочка.
У листуванні з друзями він заявляв, що його ніхто не любить у Сербії, а також, що серби дорікають йому, що він недостатньо сербський у публічних виступах, а чорногорці, що він не виступає за їхню націю.

## Нагороди
- Премія НІН за роман «Паломництво Арсенія Негована» в 1970 році[26]
- Премія за комедію року в Театрі Стерія в 1972 році.
- Премія Нєгоша за Золоте руно (сім томів) у 1987 році.
- Премія Белградських переможців за найчитанішу книгу 1984 року.
- Він отримав премію Мілоша Црнянського за другий том роману «Роки, які з'їла сарана» в 1989 році[7]
- Перша премія на фестивалях в Охриді та Варні в 1990 році.
- Премія Якова Ігнатовича, Будапешт, 1991.
- Премія княгині Міліці Крушевацького театру в 1991 році.
- Премія асоційованих видавців
- Премія Спілки письменників Сербії
- Премія БІГЗ
- Десята премія
- Статут РТС на радіодрами
- Нагорода кінофестивалю в Герцег-Нові

## Праці
- Време чуда, повест, Просвета, 1965, 1983; Београд: Народна Књига, 1997; Титоград: Графички завод, 1969; Нови Сад: Соларис, 2006; Београд: Лагуна, 2012, 2021
- Ходочашће Арсенија Његована, роман, Београд: Просвета, 1970, 1971, 1991; Београд: Нолит 1981; Завод за уџбенике и наставна средства, 2002; Београд: НИН и Завод за уџбенике, 2004; Београд: Евро-ђунти, 2010
- Успење и суноврат Икара Губелкијана, новела, Београд: Слово Љубве, 1975; заједно са новелом Одбрана и последњи дани: Београд: Рад, 1984; Београд: Народна књига, 1996; Нови Сад: Соларис, 2001; Београд: Лагуна, 2021 (заједно); Београд: Српска књижевна задруга, 2009 (одвојено).
- Како упокојити вампира, сотија, Београд: БИГЗ, Рад, Народна књига, 1977; Београд: Нолит, 1982; Цетиње: Обод, 2000; Нови Сад: Соларис, 2002; Београд: Лагуна, 2012
- Одбрана и последњи дани, новела, Београд: Слово Љубве, 1977; заједно са Успење и суноврат Икара Губелкијана, Нови Сад: Соларис, 2001.
- Златно руно, фантазмагоријска, Београд: Просвета, 1978 (том I & II), 1980 (том III & IV), 1981 (том V), 1986 (том VI & VII); Сарајево: Свјетлост, 1990, Београд: Дерета, 2005 (том I—VII), и 2006 (том I—VII) цео комплет је у кожном повезу;
- Беснило, жанр-роман, Загреб: Свеучилишна наклада Либер, 1983, 1984; Београд: БИГЗ, 1985, 1987; Београд: Просвета, 1991; Београд: Дерета, 1993; Нови Сад: Соларис, 2002; Београд: Новости, 2004; Београд: Лагуна, 2011.
- 1999, антрополошка повест, Љубљана, Загреб: Цанкарјева заложба, 1984; Београд: Нолит, 2001; Нови Сад: Соларис, 2006; Београд: Лагуна, 2011.
- Године које су појели скакавци, успомене из затвора или антропопеја (1948—1954), Београд: БИГЗ, 1987, 1988, 1991 (том 1), 1989, 1991 (том 2), 1990, 1991 (том 3); Нови Сад: Соларис, 2004 (томови 1, 2, 3), Београд: Службени гласник 2010 (томови 1, 2, 3).
- Писма из туђине, Загреб: Знање, 1987; Београд: Народна књига, 2000.
- Нови Јерусалим, готска хроника, Београд: Нолит, 1988; Београд: Српска књижевна задруга, 1990, 1997; Београд: Политика, Народна књига, 2004; Нови Сад: Соларис, 2001; Београд, Лагуна, 2012
- Атлантида, епос, 2 тома, Загреб: Знање, 1988, 1989; Нови Сад: Соларис, 1995, 2001, 2006; Подгорица: Вијести, 2007; Београд: Лагуна, 2011.
- Нова писма из туђине, Загреб: Младост, 1989.
- Последња писма из туђине, Београд: Дерета, 1991.
- Сентиментална повест Британског царства, повест, Београд: БИГЗ, 1992, 1993, 1995; Нови Сад: Соларис, 1999, 2002, 2006; Београд: Службени гласник, 2010.
- Време речи, збирка интервјуа, приредио Божо Копривица, Београд: БИГЗ и Српска књижевна задруга, 1993.
- Одмор од историје, приредио Радослав Братић, Београд: БИГЗ, 1993.
- Градитељи, Београд: БИГЗ, 1995.
- Рађање Атлантиде, приредила Љиљана Пекић, Београд: БИГЗ, 1996.
- Скинуто са траке, дневничке белешке и размишљања, приредио Предраг Палавестра, Београд: Народна књига, 1996.
- У трагању за Златним руном, приредила Љиљана Пекић, Београд: БИГЗ, 1997.
- Писма из туђине, одабрана приредио Владета Јанковић, Београд: Народна књига, 2000.
- Политичке свеске, приредила Љиљана Пекић, Нови Сад: Соларис и Стулос, 2001.
- Философске свеске, приредила Љиљана Пекић, Нови Сад: Стилос, 2001.
- Кореспонденција као живот I, преписка са пријатељима, приредила Љиљана Пекић, Нови Сад: Соларис, 2002; Београд: Службени гласник 2011.
- Кореспонденција као живот II, преписка са Љиљаном и Александром, приредила Љиљана Пекић, Нови Сад: Соларис, 2003; Београд: Службени гласник 2011.
- Сабрана писма из туђине, Нови Сад: Соларис, 2004; Београд: Службени гласник 2010.
- Роботи и сабласти, драме, избор Светислав Јовановић, Нови Сад: Соларис, 2006.
- Изабрани есеји, избор Лидија Мустеданагић, Нови Сад; Соларис, 2007.
- Изабране драме, избор Лидија Мустеданагић, Нови Сад: Соларис, 2007.
- Морал и демократија, приредио Маринко Вучинић, Београд: Демократска странка, Истраживачко-издавачки сектор, 2008.
- Маргиналије и моралије, приредила Љиљана Пекић, Нови Сад: Соларис, 2008.
- На лудом белом камену (Генерали или сродство по оружју + У Едену, на истоку): Београд, Атеље 212, ГОДИНА???
- Генерали (у Антологија ТВ драме), Београд, РТВБ, 1969
- Генерали (у Антологија савремене српске драме-С. Селенић) Београд, СКЗ, 1977
- Аргонаутика; Београд: Српска књижевна задруга 1989.
- Интервју са Драгомиром Стојадиновићем; Београд: Институт за савремену историју, 2007.
- Живот на леду; Београд: Завод за уџбенике, 2009.
- Цинцари или Корешподенција; Београд: Удружење драмских писаца Србије и Позориште «Модерна гаража», 2009.
- Како забављати господина Мартина (у Антологија српске радио драме од М. Јокић-З. Костић, бр. 2, 1939—2003, Београд, РТС, 2004
- Ремек-дело или Судбина уметника; Београд: Народно позориште, 1979
- Б. Пекић/Михиз Атеље 212: Цинцари или корешпонденција Београд, Атеље 212, 1980
- Б. Пекић/Михиз Атељеа 212: Заклети спасилац дављеника; Београд, Атеље 212, 1985
- Б. Пекић/Михиз Атеље 212: Корешпонденција + Спасилац; Београд, Атеље 212, 1986
- Б. Пекић Театар у подруму Атеље 212: Време чуда(у програму су коментари о Пекићу); Београд, Атеље 212,
- Б. Пекић Синтеза 26, Обешењак у Крушевачком позоришту, Крушевац, Багдала, 1984, 1993
- Б. Пекић Крушевачко позориште, Обешењак, Генерали, Крушевац, Крушевачко позориште, 1996
- Анали, одломци из заоставштине, критике и библиографија Београд: Фонд Борислав Пекић, 2004 (бр. 1); 2005 (број 2); 2006 (број 3); 2007 (број 4); 2008 (број 5); 2009 (број 6); 2010 (број 7)

Едиције изабраних дела:
- Одабрана дела Борислава Пекића, у 12 томова, Београд: Партизанска књига, 1984. Садржи:

- Том 1: Успење и суноврат Икара Губелкијана; Одбрана и последњи дани.
- Том 2: Време чуда.
- Том 3: Како упокојити вампира.
- Том 4: Ходочашће Арсенија Његована.
- Том 5: Златно руно 1.
- Том 6: Златно руно 2.
- Том 7: Златно руно 3.
- Том 8: Златно руно 4.
- Том 9: Златно руно 5.
- Том 10: На лудом, белом камену: одабране комедије; садржи између осталих следеће драме: На лудом, белом камену или булење вампира, Разарање говора, Уметност и стварност, Ко је убио моју бесмртну душу?, Како се калио један господин, Бермудски троугао, Стоосамдесетшести степеник, Генерали или сродство по оружју.
- Том 11: У Едену, на истоку: одабране фарсе;садржи између осталих драме: У Едену, на истоку, Како забављати господина Мартина, Категорички захтев, Сива боја разума, Рђав дан на Стоцк Ехцханге-у, Обешењак, Тезеју, Јеси ли убио Минотаура?, Рајнске задушнице.
- Том 12: Тамо где лозе плачу: есеји, дневници.

- Изабрана дела Борислава Пекића у 6 томова, Београд: Просвета 1991.

- Књ. 1: Успење и суноврат Икара Губелкијана: Одбрана и последњи дани: новеле.
- Књ. 2: Време чуда: повест.
- Књ. 3: Ходочашће Арсенија Његована: роман.
- Књ. 4: Како упокојити вампира: сотија.
- Књ. 5: Беснило: жанр-роман.
- Књ. 6: Нови Јерусалим: готска хроника.